# ユージン・フォドア
ユージン・フォドア（Eugene Fodor、Eugene Nicholas Fodor, Jr.（ユージン・ニコラス・フォドア・ジュニア）、1950年3月5日 - 2011年2月26日）は、アメリカのヴァイオリニスト。

## 経歴
1950年、コロラド州デンバーで生まれた。5歳のころからハロルド・ウィップラーにヴァイオリンを師事し、10歳の時にブルッフのヴァイオリン協奏曲をデンバー交響楽団と共演してデビューを果たした。
その後、ジュリアード音楽院でイヴァン・ガラミアンとドロシー・ディレイに学び、インディアナ大学でジョーゼフ・ギンゴールドの薫陶を受け、南カリフォルニア大学のヤッシャ・ハイフェッツの下で研鑽を積んだ。
1972年のパガニーニ国際コンクールで優勝し、1974年のチャイコフスキー国際コンクールのヴァイオリン部門で第2位（第1位なし）を獲得して脚光を浴びた。
1989年に麻薬使用の疑いで逮捕され、その後のヴァイオリニストとしての活動は低迷した。
2011年2月26日、バージニア州アーリントン郡の自宅で死去。60歳没。